# Diego García Campos
Diego García Campos (nascut el 18 d'abril de 2000) és un futbolista professional espanyol que juga com a davanter al CD Leganés.

## Carrera
Nascut a Madrid, García va representar el Reial Madrid, l'Alcobendas CF i el Rayo Vallecano en categories per edats. Va debutar com a sènior amb el filial d'aquest últim el 6 de desembre de 2018, entrant com a substitut a la segona part en una victòria a casa per 2-0 de Tercera Divisió contra el RSD Alcalá.
García va marcar el seu primer gol com a sènior el 22 de setembre de 2019, marcant el primer gol en un èxit a casa per 2-1 davant l'AD Torrejón CF. No es va consolidar com a titular habitual durant la campanya, només va ser titular en set partits i va marcar un gol més.
El 6 d'octubre de 2020, García va fitxar pel CD Leganés, sent inicialment destinat a l'equip B també a la quarta divisió. El 16 de maig següent, després de marcar 13 gols amb els B, va debutar amb el primer equip substituint Sabin Merino al final de la victòria a casa per 3-0 contra la UD Logroñés al campionat de Segona Divisió.
El 3 d'agost de 2022, García va ser cedit al CF Fuenlabrada de Primera Federació per a la temporada. Després de ser el màxim golejador del club amb 13 gols, va tornar a la Lega el juny del 2023 i va renovar el contracte fins al 2025.
García va marcar el seu primer gol com a professional el 27 d'agost de 2023, marcant el segon gol del Leganés mitjançant un penal en una victòria a casa per 2-0 davant l'Albacete Balompié. Va acabar la campanya amb 12 gols, sent el màxim golejador del club en assolir l'ascens a la Lliga.
García va debutar a la màxima categoria del futbol espanyol el 17 d'agost de 2024, substituint Miguel de la Fuente al final de l'empat 1-1 fora de casa contra el CA Osasuna. El seu primer gol a la categoria va arribar el 27 d'octubre, quan va marcar el primer gol en una victòria a casa per 3-0 davant el RC Celta de Vigo.

## Palmarès
Leganés
- Segona Divisió: 2023–24

Leganés B
- Tercera Divisió: 2020–21